# Geocrypta heterophylli
Geocrypta heterophylli är en tvåvingeart som först beskrevs av Rubsaamen 1914.  Geocrypta heterophylli ingår i släktet Geocrypta och familjen gallmyggor. Inga underarter finns listade i Catalogue of Life.